# Мухаэстате
Мухаэстате (груз. მუხაესტატე) — село в Грузии, на территории Кобулетского муниципалитета автономной республики Аджария.

## География
Село находится в юго-западной части Грузии, на правом берегу реки Ачквы, на расстоянии 5 километров (по прямой) к востоко-северо-востоку от города Кобулети, административного центра муниципалитета. Абсолютная высота — 81 метр над уровнем моря.

## Население
По результатам официальной переписи населения 2014 года, в Мухаэстате проживало 2045 человек (1028 мужчин и 1017 женщин). В национальной структуре населения грузины составляли 99,2 %, русские — 0,5 %.
| Год  | Население, человек |
| ---- | ------------------ |
| 2002 | 1974               |
| 2014 | ↗ 2045             |